# Myrmarachne cuprea
Myrmarachne cuprea este o specie de păianjeni din genul Myrmarachne, familia Salticidae. A fost descrisă pentru prima dată de Hogg, 1896. Conform Catalogue of Life specia Myrmarachne cuprea nu are subspecii cunoscute.